# Aéroport d'El Nido
L'aéroport d'El Nido (code IATA : ENI), également connu sous le nom d’aéroport de Lio, est un aéroport desservant la région d’El Nido, situé dans la province de Palawan aux Philippines. Il est situé dans le barangay de Villa Libertad, à environ 4 kilomètres de la poblacion (ville proprement dite) d’El Nido. Cette piste d'atterrissage en béton est détenue et exploitée par AirSWIFT. La piste en gravier est maintenant partiellement recouverte d’un revêtement et utilisée comme voie de circulation pour les avions.

## Compagnies aériennes et destinations
| Compagnies | Destinations                                                   |
| ---------- | -------------------------------------------------------------- |
| AirSWIFT   | Busuanga, Caticlan, Mactan-Cebu, Manille-N. Aquino, Tagbilaran |
| Cebgo      | Clark                                                          |